# Rio Barito
Barito e outros rios do centro-sul de Kalimantan
O rio Barito é um rio com 890 km de comprimento, com uma bacia de drenagem de 100000 km2, no sul da província de Kalimantan (Bornéu), na Indonésia. O rio nasce na montanha de Müller, de onde flui para sul, deaguando no Mar de Java. Seu principal afluente é o rio Martapura. No seu curso passa pela cidade de Banjarmasin.